# Phragmonemataceae
Famille
La famille des Phragmonemataceae est une famille d’algues rouges unicellulaires de l’ordre des Porphyridiales.

## Liste des genres
Selon AlgaeBase (7 août 2013) et World Register of Marine Species (7 août 2013) :
- genre Glauconema L.Reinhard, 1885
- genre Kneuckeria Schmidle, 1905
- genre Kyliniella Skuja, 1926
- genre Phragmonema Zopf, 1882

Selon ITIS (7 août 2013) :
- genre Cyanoderma F. Von Hoehnel, 1887
- genre Kneuckeria Schmidle, 1905
- genre Kyliniella Skuja, 1926
- genre Neevea Batters, 1900
- genre Phragmonema Zopf, 1882
- genre Rhodospora Geitler, 1927

Selon NCBI (7 août 2013) :
- genre Goniotrichopsis
- genre Kyliniella